# Heterokontophyta
Die Einteilung der Lebewesen in Systematiken ist kontinuierlicher Gegenstand der Forschung. So existieren neben- und nacheinander verschiedene systematische Klassifikationen. 
Das hier behandelte Taxon ist durch neue Forschungen obsolet geworden oder ist aus anderen Gründen nicht Teil der in der deutschsprachigen Wikipedia dargestellten Systematik.
Die Heterokontophyta sind nach Ansicht einiger Wissenschaftler eine eigene Abteilung innerhalb des Reichs der Protisten (Protista), sie werden dem Unterreich der Stramenopilen (Stramenopila) zugeordnet. Sie fasst die nach herrschender Meinung heute gültigen Abteilungen der Braunalgen (Phaeophyta) und der Goldalgen (Chrysophyta) zusammen. 
Die Abteilung der Braunalgen wird dann zur Klasse der Braunalgen (Phaeophyceae), wogegen die Abteilung der Goldalgen in vier Klassen zerfällt, nämlich die Goldgrünen Algen (Xanthophyceae), die Goldbraunen Algen (Chrysophyceae), die Diatomeen (Bacillariophyceae) und die Oomycophyceae.
Gemeinsames Merkmal der Heterokontophyta ist die für die Stramenopilen typische heterokonte Begeißelung. Sie haben eine lange Zuggeißel und eine kürzere Schleppgeißel. Die Zuggeißel ist dabei nach vorn gerichtet.
Heterokontophyta speichern Kohlenhydrate in Form von Chrysolaminarin in speziellen Vakuolen außerhalb des Chloroplasten.